# Walter Ködderitz
Walter Ködderitz (* 7. Februar 1898 in Leimbach; † 8. Oktober 1980) war ein deutscher lutherischer Theologe und Mitglied des Landeskirchenamts der Evangelisch-lutherischen Landeskirche Hannovers.

## Leben
Ködderitz war ein Sohn des nachmaligen Pastors und Superintendenten des Kirchenkreises Ilfeld Friedrich Louis Karl Alwin Ködderitz († 1905). Er besuchte die Klosterschule Ilfeld und studierte Theologie in Erlangen, Marburg und Göttingen Theologie. Nach seiner Ordination am 25. April 1926 wurde er Hilfspfarrer in Ilfeld, 1928 Pastor in Lengde, 1937 Studiendirektor der Predigerseminare Isenhagen, Schloss Göhrde und Kloster Loccum. Von 1948 bis 1950 war er Konventual-Studiendirektor des Predigerseminars Kloster Loccum. Am 1. Januar 1951 trat er als ordentliches Mitglied in das Landeskirchenamt Hannover ein, wo er am 1. Mai 1953 zum Oberlandeskirchenrat und Leiter des Personaldezernats ernannt wurde. Am 1. Oktober 1963 trat er in den Ruhestand. Ködderitz war Vorsitzender der Hannoverschen Pfingstkonferenz. Er starb im Oktober 1980 und wurde als Konventuale des Klosters Loccum auf dem dortigen Klosterfriedhof beigesetzt.

## Werke
- Meldegaenger Gottes. Ein Jahrgang kurzer Predigten (Hannover 1934)
- Der Ruf der Kirche. Ein Jahrgang kurzer Predigten (Hannover 1935)
- Pioniere des Christus. Ein Jahrgang kurzer Lehr- u. Lebenspredigten (Hannover 1937)
- D. August Marahrens. Pastor pastorum zwischen zwei Weltkriegen (Hannover 1952)
- 125 Jahre Friederikenstift Hannover 1840-1965 (Festschrift, 1965)

## Archiv
- Nachlass im Landeskirchlichen Archiv Hannover (Bestand N 12)